# Site de Tagajō
Le Tagajō (多賀城) est un fort situé dans la région de Tōhoku, établi durant la campagne contre les Emishi au VIIIe siècle. Il sert de centre administratif de la province de Mutsu. Bashō rapporte sa visite sur le site dans son Oku no hosomichi. Les ruines du Tagajō et de ses anciens temples ont été désignées « site historique spécial » (特別史跡),.

## Histoire
Durant les guerres menées contre les Emishi (蝦夷) dans le nord-est du Honshū, les Japonais ont construit une série de forts et de palissades pour fournir des forteresses et des centres administratifs dans le cadre de leur conquête et colonisation de la zone. Une inscription donne une date de fondation de 724 pour le Tagajō qui devient la capitale administrative de la province de Mutsu et une des principales bases d'opérations avec les forts Akita et Okachi dans la province de Dewa.
La juridiction militaire est appelée Chinjufu-shōgun (鎮守府), équivalent nord-est du dazaifu (太宰府) au sud-ouest. Le Tagajō est reconstruit après avoir été saccagé et incendié par les Emishi en 780, avant d'être gravement endommagé en 869 par le séisme de Jōgan. Le développement du bourg de Hiraizumi au XIIe siècle voit la disparition définitive du fort.

## Monuments

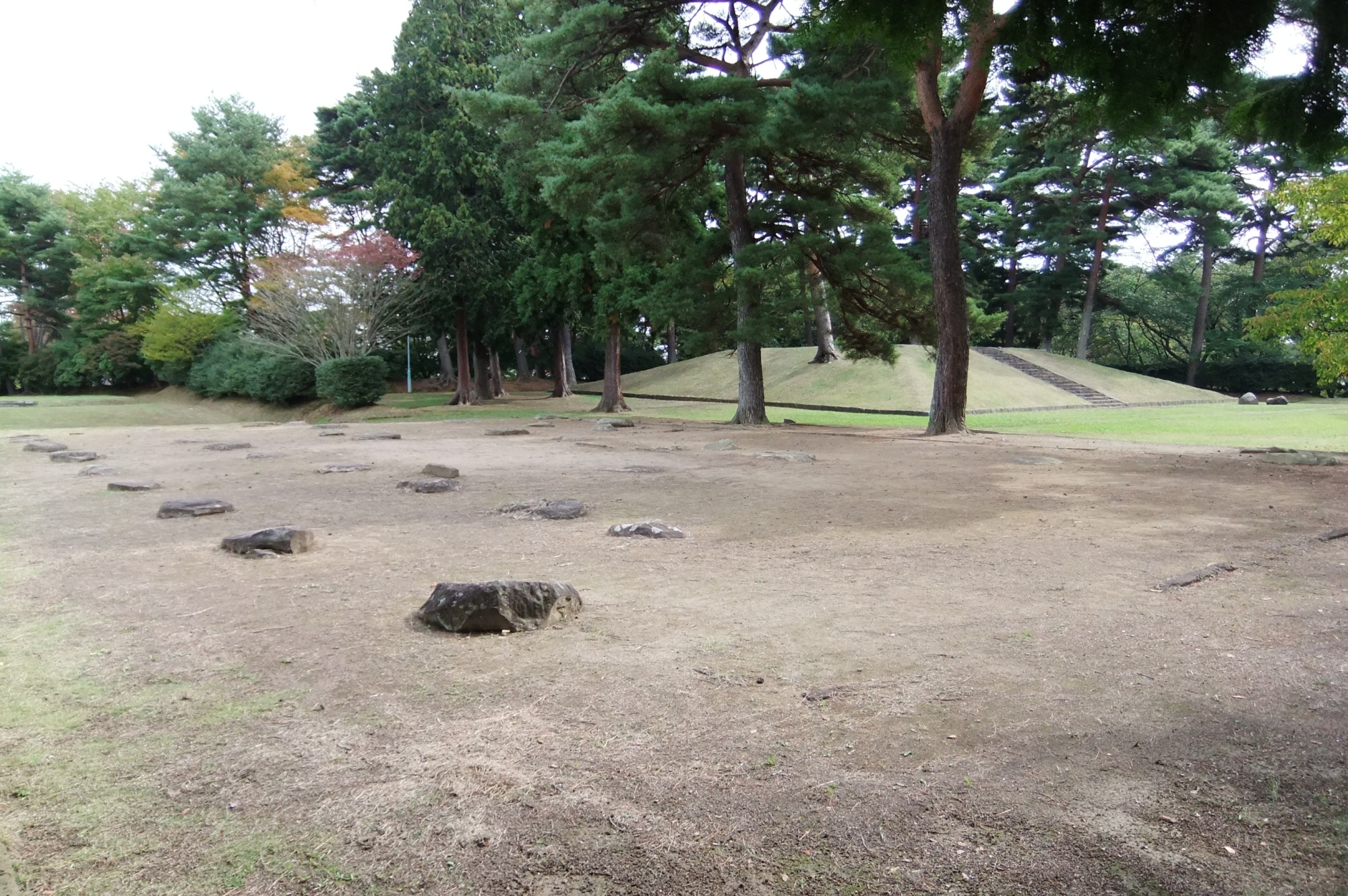
Ruines du temple de Tagajō.

### Fort Tagajō
Entouré par un mur de terre de près de 4 km de long, le fort de Tagajō occupe une superficie de près de 320 m2. Un certain nombre de bâtiments administratifs bâtis sur une élévation au centre sont enfermés dans un mur de terre intérieur. Ailleurs sur le site se trouvent des magasins et des quartiers pour les soldats et les artisans.

### Ruines du temple de Tagajō
Des fouilles au sud du fort ont découvert les ruines d'un temple, maintenant appelé le Tagajō Hai-ji. Cinq bâtiments ont été identifiés à l'intérieur d'un grand complexe rectangulaire clos par un mur de terre.

### Inscription
Le Tsubo no Ishibumi (壺の碑) ou Tagajōhi (多賀城碑) est une inscription de l'époque de Nara qui donne les distances vers Nara, dans la province des Emishi, et un certain nombre d'autres régions. Matsuo Bashō (松尾 芭蕉) raconte de façon créative son observation de la stèle dans son La Sente étroite du Bout-du-Monde (奥の細道), et conclut « il y a rarement certains vestiges de ce qui a été mais dans ce lieu existent des monuments entièrement dignes de confiance d'événements d'il y a mille ans », ce qui l'émeut aux larmes. Dans son récit, le monument joue le rôle d'« endroit poétique » (meisho ou utamakura). En 1998, il est désigné « bien culturel important ».

## Musées
Le musée d'histoire de Tōhoku (東北歴史博物館) abrite des objets trouvés au cours de fouilles alentour ainsi que dans d'autres sites du Tōhoku.